# Lubwe
Lubwe ist eine Kleinstadt mit 12.643 Einwohnern (2022) in der Provinz Luapula in Sambia. Sie ist Sitz der Verwaltung des Distriktes Chifunabuli.

## Geografie
Lubwe befindet sich etwa 500 km nördlich der Hauptstadt Lusaka und 80 km östlich der Provinzhauptstadt Mansa. Sie liegt direkt am Chifunabulisee, dem durch Dünen weitgehend abgetrennten westlichen Teil des Bangweulusees.

## Geschichte
Der Ort wurde 1905 von katholischen Priestern aus Kanada als Mission gegründet. Noch heute steht eine Kirche aus rotem Backstein aus dieser Zeit am Ufer des Chifunabulisees.

## Infrastruktur
In Lubwe ist ein gut ausgerüstetes Missionskrankenhaus. Es gibt Grund- und Sekundarschulen. Der Ort ist über die Fernstraße D 96 nach Samfya angebunden.